# Теллурат калия
Теллурат калия — неорганическое соединение,
соль калия и теллуровой кислоты с формулой K2TeO4,
бесцветные кристаллы,
растворяется в воде,
образует кристаллогидраты.

## Получение
- Сплавление теллура с поташем и селитрой:

{\displaystyle {\mathsf {2Te+K_{2}CO_{3}+2KNO_{3}\ {\xrightarrow {T}}\ 2K_{2}TeO_{4}+CO\uparrow +N_{2}\uparrow }}}

## Физические свойства
Теллурат калия образует бесцветные кристаллы
ромбической сингонии,
параметры ячейки a = 0,79 нм, b = 1,05 нм, c = 0,625 нм.
Растворяется в воде.
Образует кристаллогидрат состава K2TeO4•3H2O.